# مالات دهیدروژناز
مالات دهیدروژناز (انگلیسی: Malate dehydrogenase) آنزیمی است که به‌طور برگشت‌پذیر، واکنش شیمیایی اکسیداسیونِ مالات به اگزالواستات را با استفاده از کوفاکتور نیکوتین‌آمید آدنین دی‌نوکلئوتید کاتالیزه می‌کند.
این واکنش جزئی از مسیر سوخت‌وساز و از جمله چرخه اسید سیتریک محسوب می‌شود.
این آنزیم در یوکاریوت‌ها، دو ایزوفرم اصلی به‌نام‌های مالات دهیدروژناز ۱ (در سیتوپلاسم) و مالات دهیدروژناز ۲ (در میتوکندری) دارد.
| مالات دهیدروژناز ۱، NAD (سیوتوپلاسمی) | مالات دهیدروژناز ۱، NAD (سیوتوپلاسمی) |
| شناساگرها                             | شناساگرها                             |
| ------------------------------------- | ------------------------------------- |
| نماد                                  | MDH1                                  |
| آنتره                                 | 4190                                  |
| HUGO                                  | 6970                                  |
| میراث مندلی در انسان                  | 154200                                |
| RefSeq                                | NM_005917                             |
| یونی‌پروت                              | P40925                                |
| اطلاعات دیگر                          |                                       |
| شمارهٔ EC                              | 1.1.1.37                              |
| جایگاه                                | Chr. 2 p23                            |

| مالات دهیدروژناز ۲، NAD (میتوکندریایی) | مالات دهیدروژناز ۲، NAD (میتوکندریایی) |
| شناساگرها                              | شناساگرها                              |
| -------------------------------------- | -------------------------------------- |
| نماد                                   | MDH2                                   |
| آنتره                                  | 4191                                   |
| HUGO                                   | 6971                                   |
| میراث مندلی در انسان                   | 154100                                 |
| RefSeq                                 | NM_005918                              |
| یونی‌پروت                               | P40926                                 |
| اطلاعات دیگر                           |                                        |
| شمارهٔ EC                               | 1.1.1.37                               |
| جایگاه                                 | Chr. 7 cen-q22                         |

## بیشتر بخوانید
- Guha A, Englard S, Listowsky I (February 1968). "Beef heart malic dehydrogenases. VII. Reactivity of sulfhydryl groups and conformation of the supernatant enzyme". The Journal of Biological Chemistry. 243 (3): 609–15. PMID 5637713.
- McReynolds MS, Kitto GB (February 1970). "Purification and properties of Drosophila malate dehydrogenases". Biochimica et Biophysica Acta. 198 (2): 165–75. doi:10.1016/0005-2744(70)90048-3. PMID 4313528.
- Wolfe RG, Neilands JB (July 1956). "Some molecular and kinetic properties of heart malic dehydrogenase". The Journal of Biological Chemistry. 221 (1): 61–9. PMID 13345798.